# Literaricum Lech
Le Literaricum Lech est un évènement composé de rencontres et de conférences littéraires se déroulant à Lech dans le Vorarlberg (Autriche). Son objectif est de discuter de la littérature tant classique que contemporaine d'une manière accessible, innovante et divertissante. L'édition 2021 aura lieu du 8 au 10 juillet.

## Organisation
La journaliste culturelle suisse-allemande Nicola Steiner est responsable de l'organisation et de la conception du Literaricum Lech. Elle est conseillée par l'écrivain du Vorarlberg Michael Köhlmeier, co-initiateur du Philosophicum Lech, ainsi que par l'écrivain et personnalité littéraire autrichienne Raoul_Schrott (en).
Le Literaricum Lech organisera des discussions littéraires classiques ainsi que des slams de littérature et de poésie pour enfants et jeunes dans le but de fournir une approche claire et accessible de la littérature,.
La particularité du festival est qu'il est prévu que chaque édition du Literaricum Lech aura se concentre en particulier sur un texte classique de la littérature mondiale. Cette spécificité est traitée comme une chambre d'echo donné à l'évènement mais celui-ci il doit refléter l'ampleur et la diversité de la littérature sans être mis en œuvre de façon Ostentatoire selon l'organisatrice. En 2021, Daniel Kehlmann prononcera le discours d'ouverture sur Simplicius Simplicissimus du poète baroque Hans Jakob Christoffel von Grimmelshausen.

## Voir également
- Medicinicum Lech
- Philosophicum Lech